# 清河街道 (淮安市)
清河街道，是中华人民共和国江苏省淮安市清江浦区下辖的一个乡镇级行政单位。

## 行政区划
清河街道下辖以下地区：
三坝社区、老坝社区、团汪社区和果林场社区。